# Lajeado Bonito
Lajeado Bonito é um distrito do município de Ortigueira, no Paraná. O nome foi dado devido às muitas lajes nos rios próximos. [carece de fontes?] Um dos rios que tem proximidade é o rio Tibagi. O distrito foi criado pela Lei nº 1857 de 21 de agosto de 1933.
De acordo com o Instituto Brasileiro de Geografia e Estatística (IBGE), sua população no ano de 2010 era de 1 185 habitantes. Na localidade rural de Campina dos Pupos está instalado um dos maiores complexos industriais do interior do Paraná, a Unidade Puma do grupo Klabin S.A..

## História

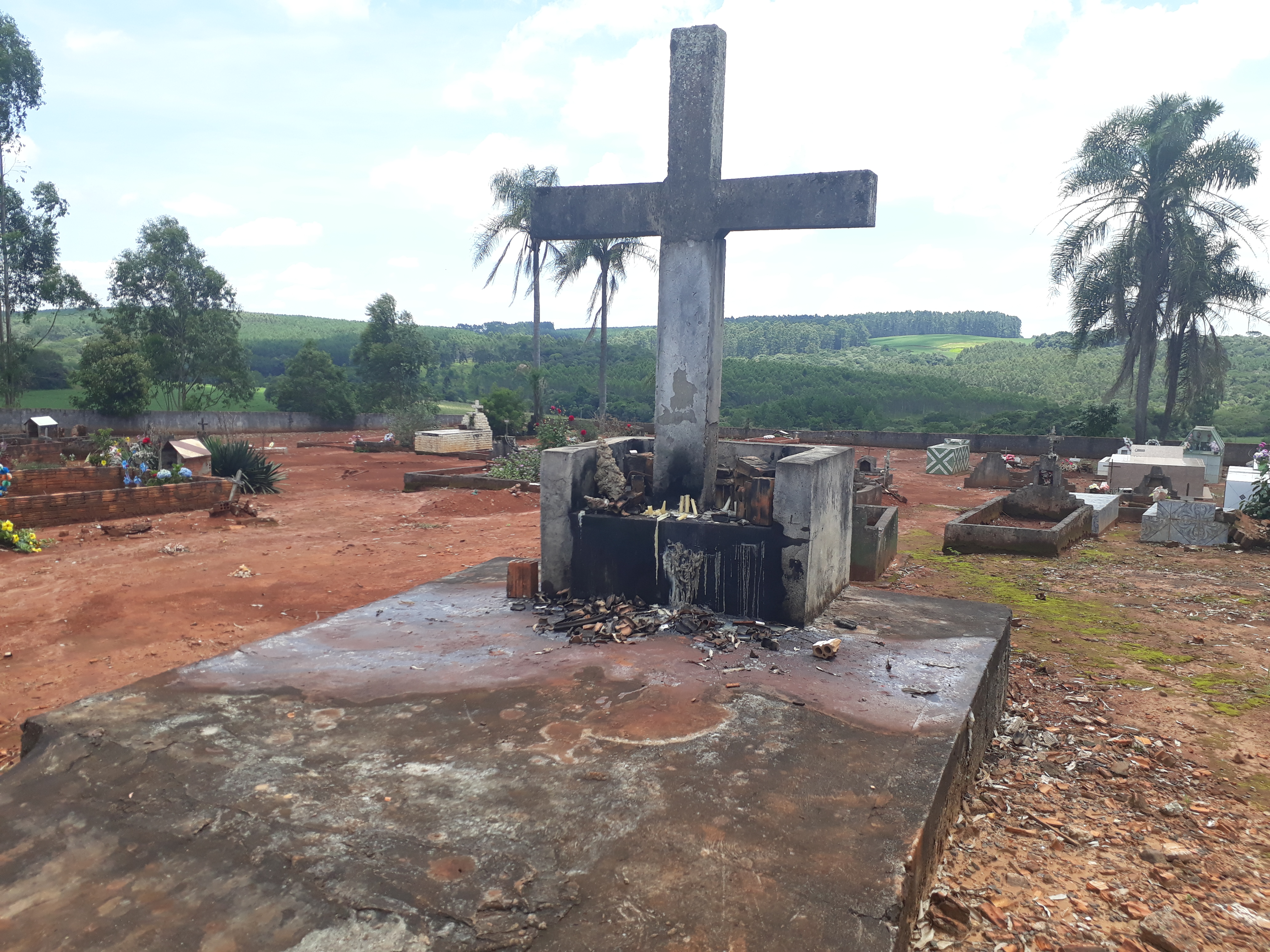
Vista do cemitério de Lajeado Bonito.

Vários registros demonstram a existência da localidade de Lajeado Bonito antes mesmo da criação do distrito administrativo. Como, por exemplo, uma lei municipal sancionada em 5 de abril de 1923, sob nº 2.214, que autorizou a construção de uma estrada ligando as localidades de Conceição a Lajeado Bonito, no município de Tibagi. O distrito policial de Lajeado Bonito foi criado antes do distrito administrativo, com o Decreto nº 1.579, de 4 de setembro de 1929.
Pelo decreto-lei estadual n.º 7573, de 20 de outubro de 1938, o distrito de Lajeado Bonito passou a denominar-se Queimadas e extingui-se o distrito de Monjolinho, sendo seu território anexado ao distrito de Queimadas (ex-Lajeado Bonito), no município de Tibagi. Pelo decreto-lei estadual n.º 199, de 30 de dezembro de 1943, o distrito de Queimadas passou a denominar-se Ortigueira. Sob o mesmo decreto o distrito de Bela Vista passou a denominar-se Natingui. Em divisão territorial datada de 1 de julho de 1950, o distrito de Ortigueira permanecia no município de Tibagi.
Foi elevado à categoria de município com a denominação de Ortigueira, pela lei estadual n.º 790, de 14 de novembro de 1951, desmembrado de Tibagi. Sede no antigo distrito de Ortigueira. Constituído de 5 distritos: Ortigueira, Barreiro, Lajeado Bonito, Monjolinho e Natingui (ex-Bela Vista) todos distritos, desmembrados do município de Tibagi. O município de Ortigueira foi instalado em 14 de outubro de 1952.